# Сто рубаља (кримска серија)
100 руских рубља је мемориална новчаница посвечена богатој историји Крима. У промет је пуштена 23. децембра 2015. у тиражу од 20 милиона. То је друга руска новчаница (рубља) која има вертикално ореинтиране гравуре, прва је била рубља посвечена XXII зимским олимпијским играма (XI параолимпијске) у Сочију 2014.   
План за издају меморалне новчанице је био 2014. године. По једном сценаију на новчаници би требао бити приказан споменик адмиралу Нахимову у Севастопољу и црква у Херсону.  Мемиорална новчаница је посвечена спајању Крима са Русијом.  Украјина је забранила мењање те новчанице у украјинским банкама због приказа „окупираног Крима”. 
Новчаница има QR код која води на страницу Банке Русије са описом те новчанице.  Издана је у серијама «СК», «КС», «кс». Новчаница има сигурностни нит и водени печат. 
| Слика                              | Слика        | Номинална вредност (рубља) | Мере (мм) | Боја              | Опис | Опис                                                                                              | Датум             |
| Предња страна                      | Задња страна | Номинална вредност (рубља) | Мере (мм) | Боја              | Предња страна | Задња страна                                                                                      | Датум             |
| ---------------------------------- | ------------ | -------------------------- | --------- | ----------------- | --- | ------------------------------------------------------------------------------------------------- | ----------------- |
|                                    |              | 100                        | 150×65    | маслинасто зелена | споменик потољеној флоти (Кримски рат), споменик браниоцима Севастопоља 1941—1942., црква св. Владимира у Севастопољу | дворац Ластино гнездо у Јалти, Ханова џамија у Бахчисарају, радијски телескоп РТ-70 (Јевпаторија) | 23. децембар 2015 |
| Легенда — 1,0 пиксел на миллиметар |              |                            |           |                   | |                                                                                                   |                   |